# VfB München
Der VfB München war ein Sportverein mit Sitz in der bayerischen Stadt München.

## Geschichte
Der VfB konnte sich nach der Saison 1941/42 in der Aufstiegsrunde gegen die beiden anderen Vereine mit 4:0 Punkten durchsetzen und schloss die Runde auf dem ersten Platz ab, was die Mannschaft für den Aufstieg in die Gauliga Südbayern zur nächsten Saison berechtigte. In der ersten Saison kam die Mannschaft nur auf 6:30 Punkte und stieg über den zehnten Tabellenplatz damit direkt wieder ab. Zur Saison 1944/45 stieg der Verein dann erneut aus der Bezirksliga in die Gauliga auf. Die Saison in der Gruppe München/Oberbayern endete für den VfB mit 7:21 Punkten und dem achten Tabellenplatz. Was nach dem Ende des Zweiten Weltkriegs mit dem Verein passierte ist nicht mehr bekannt.